# Закон заголовків Бетеріджа
Закон заголовків Бетеріджа — назва для приказки, що стверджує: «Відповіддю на будь-який заголовок, що закінчується на знак питання, може бути слово ні». Названий на честь Яна Бетеріджа, британського журналіста, хоча сам принцип давніший. Подібно до схожих законів (напр., закон Мерфі), розуміється як гумористична приказка, а не завжди істинне правило.

## Історія виникнення
Максима називалася різними іменами та приводилася у текстах з 1991 року, коли в опублікованій компіляції законів Мерфі її навели під назвою «Закон Девіса» (хоча невідомо, хто такий Девіс). Також вислів називали «журналістським принципом» і у 2007 посилалися на нього як «старий трюїзм серед журналістів».

Ім'я Яна Бетеріджа вислів набув після того, як журналіст обміркував поняття у лютневій статті 2009 року, яка розглядала попередню статтю видання TechCrunch під оригінальним заголовком: «Did Last.fm Just Hand Over User Listening Data To the RIAA?» (пер. «Чи передав сервіс Last.fm дані користувачів RIAA?»):
Стаття є гарною демонстрацією максими, яка стверджує, що відповіддю на будь-який заголовок, котрий закінчується на знак питання, може бути слово «ні». Причиною використання журналістами цього стилю заголовків є розуміння повної нісенітниці у змісті статті та відсутності фактів, джерел для її підтвердження при бажанні опублікувати матеріал.

## Поза журналістикою
У царині фізики елементарних частинок поняття відоме під назвою Правило Хінчкліфа, на честь фізика Яна Хінчкліфа, котрий стверджував, що у дослідницькій праці з заголовком у формі запитання «так-ні» відповідь має бути «ні». Цей вислів спародіювали в опублікованій під псевдонімом статті 1988 року: «Is Hinchliffe's Rule True?» (пер. «Чи вірне правило Хінчкліфа?»).
Тим не менш, як мінімум одна стаття доводила, що «закон» не можна застосовувати до дослідницької літератури.